# Ясмін Лафіт
Ясмі́н Лафі́т (англ. Yasmine Lafitte, нар. 1 жовтня 1973 року, Тахар Сук, Марокко) — марокканська порноакторка, відома під псевдонімом Ясмін. У 2005 році заснувала разом з Олівером Лафітом компанію Alko productions.

## Нагороди та номінації
- 2007 Eroticline Awards — Найкраща європейська акторка[4]
- 2007 X Awards — Найкраща акторка
- 2008 X Awards — Найкраща акторка
- 2008 Eroticline Awards — Найкраща європейська акторка[5]